# ريغي برانش
ريغي برانش (بالإنجليزية: Reggie Branch)‏ هو لاعب كرة قدم أمريكية أمريكي، ولد في 22 أكتوبر 1962 في سانفورد في الولايات المتحدة.

## وصلات خارجية
- ريغي برانش على موقع مرجع كرة القدم المحترفة.كوم (الإنجليزية)